# Estado ribereño
Estado Ribereño, la soberanía ejercida más allá de sus límites terrestres y de las aguas interiores, extendiéndose al mar. Es ejercido por un Estado que tiene costa marina, como así mismo sobre  el suelo y el subsuelo de ella, y sobre la cual tiene plenitud de competencias, ejerciendo derechos de explotación de recursos, protección del medio ambiente marino, actividad de  la policía, control aduanero y de impuestos. Así mismo, el Estado en ejercicio de su soberanía podrá dictar leyes y reglamentos referidos a esta zona.
- Datos: Q5848642